# 관부
관부(灌夫, ? ~ 기원전 131년)는 전한 중기의 관료로, 자는 중유(仲孺)이며 영천군 영음현(潁陰縣) 사람이다. 본래 집안은 장(張)씨인데, 아버지 장맹(張孟)이 일찍이 관영의 총애를 받아 관씨 성을 따서 관맹(灌孟)이라 하였다.

## 생애
오초칠국의 난 때, 교위(校尉)로써 종군한 관맹을 따라 전장으로 나아갔다. 관맹은 관하의 추천으로 교위가 된 것인데, 자신이 나이가 많았으므로 울적해하였다. 그래서 싸울 때마다 언제나 적의 견고한 곳만을 골라 공격하였고, 마침내 오나라 군대 속에서 전사하였다. 당시의 군법에 따르면 부자가 함께 종군한 경우 한 사람이 전사하면 나머지 한 사람은 유해와 함께 돌아갈 수 있었다. 그러나 관부는 돌아가지 않고 분연히 떨치고 일어나 말하였다.
| “ | 오왕이든, 오나라의 장군이든 목을 베어 아버지의 원수를 갚게 해 주십시오. | ” |

관부는 채비를 하고 결사대 수십 명을 모았다. 그러나 막상 성문을 열고 나가려 하니 앞으로 나서려는 자가 없었다. 결국 두 사람과 관부의 하인 십여 명만이 오나라 장군의 깃발 아래에 이르렀고, 수십 명을 무찔렀지만 더 나아갈 수 없어 돌아왔다. 관부는 하인을 모두 잃었고, 기병 한 명만 살아남았다. 관부는 상처를 회복하고 다시 나아가기를 청하였으나, 장군이 태위와 상의하니 태위는 강력히 말려 가지 못하게 하였다. 나중에 오나라가 패하니, 관부는 천하에 명성을 떨쳤다.
관부는 관하의 추천으로 중랑장(中郞將)이 되었으나 몇 달 후 법을 어겨 파면되었다. 이후 장안에서 머물러 살았는데, 장안의 귀족들 중 그를 칭찬하지 않는 이가 없었다. 이후 경제 때 대나라의 재상이 되었다.
경제가 죽고 무제가 갓 즉위하였을 때, 관부는 회양태수가 되었고 곧 조정으로 들어와 태복이 되었다.
건원 2년(기원전 139년), 관부는 장락위위 두보와 함께 술을 마셨는데, 그는 예절이 없어 취기에 두보를 때리고 말았다. 두보는 두태후의 동생이었기 때문에, 무제는 태후가 관부를 죽일까 염려하여 연나라 재상으로 전출시켰다. 몇 년 후 관부는 또 법을 어겨 파직되고 장안의 집에 머물렀다.
관부는 비록 재산이 많지만 권세를 잃고 집에 들어앉아 있었기 때문에 빈객이 차츰 줄었다. 한편 위기후(魏其侯) 두영은 세력을 잃은 후로 관부를 의지하였고, 관부 또한 두영에 기대 열후나 종실과 왕래하며 명성을 높이려 하였다. 둘이 서로 존중하며 교유하는 모습이 마치 아버지와 같았고, 의기투합함을 매우 기뻐하였다.
하루는 관부가 상중에 승상 전분을 찾아뵌 적이 있었는데, 전분은 별 생각 없이 자신은 두영을 관부와 함께 보러 가고 싶은데, 관부가 상중이니 그럴 수가 없다고 말하였다. 그러나 관부는 이렇게 답하였다.
| “ | 장군께서 영광스럽게도 위기후의 집을 찾아오려 하시는데, 제가 어찌 감히 상중이라고 거절하겠습니까? 제가 위기후에게 알려 접대를 준비시키겠습니다. 내일 아침 일찍 오십시오. | ” |

전분이 허락하니 관부는 두영에게 사실을 알렸다. 두영은 아내와 함께 술과 고기를 많이 사들이고, 밤새 집안 청소를 하며 새벽에야 접대 준비를 마쳤다. 날이 밝자 사람을 시켜 전분을 맞이하게 하였으나, 한낮이 되도록 전분은 오지 않았다. 관부는 직접 전분의 집으로 갔는데, 전분은 농담으로 승낙한 것이었기 때문에 갈 생각이 없었다. 관부가 찾아오니 전분은 급히 사과하고 길을 나섰다. 이마저도 전분이 천천히 가니, 관부는 더욱 화가 났다. 술자리에서도 전분이 고깝게 행동하니, 관부는 앉은자리에서 전분을 능멸하는 말을 하였다. 두영은 관부를 부축하여 전분에게 가게 하고 사과하였다.
하루는 전분이 두영에게 적복을 시켜 성 남쪽 밭을 달라고 하였는데, 두영이 거절하고 또 관부가 이에 참견하니 노하며 요구를 거두었다. 전분은 이 일로 관부와 두영을 몹시 원망하였다.

## 출전
- 사마천, 《사기》 권107 위기무안후열전